# Triloka

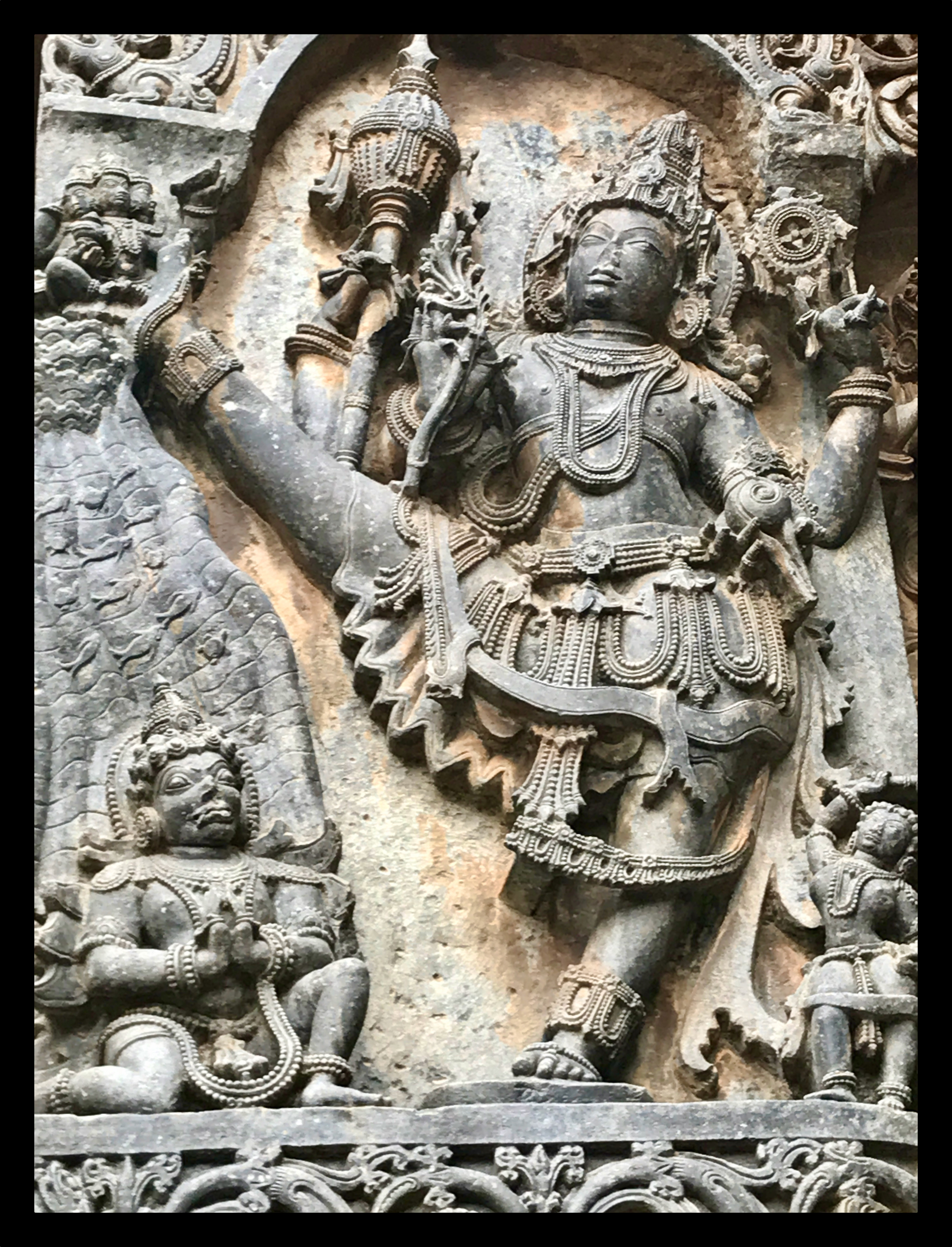
Vamaná, un avatar de Visnú, que está asociado con la leyenda de obtener tanta tierra como pudiera abarcar en tres pasos. El primero lo dio en el cielo, el segundo en la tierra y apoyó la cabeza sobre el tercer mundo, el inframundo.

Triloka  o Trailokya (en sánscrito: त्रैलोक्य; Kannada:  "tres mundos", hace referencia a tres planos de existencia o reinos de la cosmología hinduista, jainista y cosmogonía budista. Estos mundos  (Lokas) también son conocidos como reinos (dhātu) o esferas (avacara). Se pasaría de un mundo a otro de acuerdo con el karma; pudiendo liberarse de este ciclo de renacimiento a través de Moksha o Nirvana.
Tradicionalmente, los tres mundos se refieren a:
- la tierra (Bhuloka), el cielo (Suargá) y el infierno (Naraka).[3]
- la tierra (Bhuloka), el cielo (Suargá) y el inframundo (Patala).[4]

Estos tres mundos también pueden concebirse como:
- el reino del deseo (kama-loka),
- el reino de la forma (rupa-loka),
- el reino inmaterial (ārūpya-loka).

Los seres humanos viven en el reino del deseo, el más bajo de los tres y (de acuerdo al budismo, estos junto con otros habitantes de los seis reinos de renacimiento del samsara) renacen aquí porque todavía son objeto de deseo.
En el reino de la forma no hay deseo, pero sigue siendo la corporeidad, y en el reino informe no hay ni el deseo ni la corporeidad.
De acuerdo con el hinduismo, la deidad Vishua Karma, descrito como el artesano y arquitecto de los dioses, fue quien diseño el triloka.